# クラッシャー前泊
クラッシャー前泊（クラッシャーまえどまり、1972年12月19日 - ）は、日本の元女子プロレスラー。本名は前泊 美香（まえどまり よしか）。沖縄県那覇市出身。

## 来歴
小学5年生の時に長与千種の追っかけを行い、この頃からプロレスラーを目指してトレーニングを始めており、親には内緒で合気道教室に通っていた。中学時代には年齢を偽り、本来ならば高校生以上でないと利用出来ないスポーツジムで体を鍛えていた。会える場所にクラッシュ・ギャルズが来れば当然のように学校を休んで会いに行き、長与と握手をしたらしばらく手を洗わず、風呂にもビニール袋を手にはめて入るほどであった。
当初は全日本女子プロレスへの入門を試みたが、オーディションは2回に渡って不合格。FMWにて1990年3月10日にデビュー。入門時に在籍していた主なレスラーは他にシャーク土屋・里美和・ツッパリマック・ドレイク森松などがおり、彼女らは皆全女のオーディションに合格出来なかった者であった。入門したばかりの頃、大仁田厚からはヒールをやるように言われたものの前泊は「自分は長与千種のようになりたいんで嫌です」ときっぱり断ったが、大仁田は「お前の試合は長与千種の試合じゃねえだろう。悪役の試合だ！」と怒られ、泣く泣くヒールになったという。のちに土屋が率いる猛毒隊に所属し色々な団体で戦っていた。1992年7月15日の大田区体育館で行われた試合に乱入し、WWWAタッグチャンピオンである豊田真奈美&山田敏代のタッグに挑戦状を叩きつけ、これが団体抗争戦の幕開けとなった。前泊が挑戦状を叩きつけたのはFMW内で同じメンバーとばかり試合をしてつまらなく思っていたためであり、そこで土屋に誘われて全女の試合に乱入したといい、一応ターザン後藤にだけは「行っていいですか?」と声をかけたという。団体対抗戦時代、全女の選手は対戦相手を潰しにかかると言われていたが、全女の選手を潰しにかかると評されたのは自身と土屋ぐらいであった。1999年にドレイク森松と「浪漫兄弟」を結成した。
2000年7月15日に引退した。なお、引退直前に「有刺鉄線デスマッチを一度も経験しなかったことが心残りだった」と発言していたが、それを聞いた師匠の大仁田の計らいにより引退試合は有刺鉄線デスマッチとなっている。
引退後は名古屋で「パブクラッシャー」を経営。
2015年12月15日にZERO1＆超花火興行で、FMWの出発点でもある名古屋市現橋スポーツセンター大会で復帰しシャークTARUとのタッグで大仁田&長与が持つ爆破王タッグに挑戦したが、敗れた。この試合には前泊のかつての盟友・土屋も誘ったが、土屋はその時大病を患っているため参戦出来ず、代わりに猛毒隊の土屋のテーマ曲でリングに上がったり、コスチュームにも「シャーク」の文字を入れた。
2022年12月24日をもってパブクラッシャーを閉店、2023年より故郷の宮古島に移住。

## 得意技
アームボンバー
ダブルアーム式フェイス・バスター

## タイトル歴
- WWA世界女子王座

## 入場テーマ曲
- 初代:「PUBLIC ENEMA No.1」（IRON MAIDEN）
- 二代目:「ベトナム」（ZOPIAC）